# Zahoor Ahmad Zargar
Zahoor Ahmad Zargar, in urdu ظہور احمد زرگر, (Srinagar, 6 aprile 1954), è uno scrittore indiano naturalizzato italiano, esponente dell'Islam moderato italiano.

## Biografia
Nato a Srinagar, capitale estiva e città più grande  dello stato indiano del Kashmir. Si laurea e partecipa attivamente alla politica del suo paese, collaborando anche con diverse Associazioni culturali e con la rivista “Mountain Valley Kashmir”.
Si trasferisce definitivamente in Italia nel 1990, dopo la nascita della sua prima figlia, Samina,  nata dall'unione con l'insegnante italiana Renata Rusca; nel 1992 nasce la seconda figlia Zarina e nel 2000 ottiene la cittadinanza italiana.
Nel 1998 fonda il Centro Culturale Islamico Savonese e della Liguria affiancandosi alla moschea di Savona, aperto non solo ai musulmani ma a tutta la cittadinanza, per conoscere usi, costumi, tradizioni differenti.
Come Presidente di tale Centro organizza a Savona Convegni di interesse nazionale con la partecipazione dei rappresentanti delle istituzioni locali e di esponenti di altre religioni tra cui il Vescovo di Savona, il Rabbino capo di Genova, il Pastore della Chiesa evangelica di Savona, rappresentanti dei Mormoni, degli induisti. Il Centro viene premiato con una somma di denaro per arricchire la Biblioteca nel Concorso "Il Giunco Città di Brugherio" per il suo volontariato sociale. Ottiene uno spazio per la sepoltura dei musulmani nel cimitero savonese di Zinola. In varie occasioni lui e la sua famiglia dimostrano pubblicamente il rispetto per il paese in cui vivono. Sua figlia Samina partecipa e vince nel 2006 il Concorso letterario nazionale di Chivasso intitolato al generale Carlo Alberto dalla Chiesa, e il Bollettino Osservatorio sulla legalità onlus osserva: "Questo fatto denota la volontà di un esponente dell'Islam italiano di rispettare la legalità e le figure eroiche dell'Italia, e il non aver relegato le donne della sua famiglia in un ruolo di secondo piano, ma di attiva partecipazione alla vita civile del nostro Paese."
Dal 2001 è Responsabile del dipartimento cultura della Comunità dei musulmani della Liguria e poi Presidente, fino al quarto mandato (dal settembre 2002 al 27 marzo 2016). Continua la sua opera di apertura e informazione agli italiani tramite Convegni, in uno dei quali è stato relatore Tarcisio Bertone, allora arcivescovo di Genova, e lavori scritti, come articoli e libri. Accoglie alla moschea tutti quelli che desiderano conoscere e confrontarsi con realtà diverse, tra cui molte classi dei vari ordini di scuole.
Nel 2003 ha scritto all'allora ministro dell'Interno Giuseppe Pisanu e a Papa Giovanni Paolo II per costruire la pace e l'integrazione, tra i primi a richiedere l'istituzione di una Consulta islamica italiana; il Papa gli ha risposto. Ha sempre continuato a richiedere una Consulta davvero rappresentativa della Comunità islamica italiana e un'Intesa per regolarizzare e regolamentare i rapporti con lo Stato italiano.
Dal 2006 al 2009 è stato responsabile del Dipartimento non arabofoni dell'Unione delle Comunità e Organizzazioni Islamiche in Italia (UCOII), dalla quale si è dissociato in occasione di una loro contestata pubblicazione a pagamento su un quotidiano riguardo alla condizione della Palestina contenente la frase "Marzabotto = Gaza = Fosse Ardeatine = Libano". Pur desiderando che venga ristabilita la pace in Medio Oriente, Zargar non ritiene, infatti, che una comunità religiosa debba intervenire tanto duramente e pubblicamente nelle questioni di politica estera italiana e, riguardo a ciò', nel gennaio 2009 ha inviato una lettera aperta al Presidente del Consiglio, Silvio Berlusconi e al Ministro degli Esteri, Franco Frattini chiedendo impegno alla diplomazia italiana.
Nel 2008 ottiene di far praticare la circoncisione, rituale maschile, nelle strutture del Servizio Sanitario Nazionale in Liguria, dietro pagamento di un ticket, evitando così il pericoloso ricorso delle famiglie a personale non qualificato.  La regione Liguria diventa la terza regione in Italia dove la circoncisione maschile viene praticata nelle strutture sanitarie pubbliche.
Come Presidente della Comunità dei Musulmani della Liguria, collabora con la Comunità genovese per ottenere dal Comune di Genova uno spazio idoneo dove sarà costruita una moschea grande e decorosa, sempre aperta ad accogliere tutti e non solo i correligionari. A tale scopo invia anche una lettera  al Presidente della Repubblica, Carlo Azeglio Ciampi, e al Ministero dell'Interno, che hanno risposto  entrambi. 
Il saggio, scritto con la moglie, “L'Islam possibile in Italia”, è stato recensito da Enrico Galoppini e utilizzato da Angela Lano per la sua analisi della realtà islamica italiana: “Islam d'Italia Inchiesta su una realtà in crescita”.
Ha pubblicato articoli e considerazioni riguardo al confronto tra Islam e società italiana su Il Secolo XIX, su Amici dei Lebbrosi, mensile dell'AIFO Associazione Italiana Amici di Raoul Follereau, sul periodico cristiano online "Il Dialogo" e su Donna Moderna . Sul sito Riflessioni.it è stata pubblicata una sua intervista sul Senso della Vita. Ha partecipato ad alcuni talk show quali "Dalla vostra parte" e "Quinta Colonna" di Rete 4 .
Tra le attività interconfessionali ha partecipato alle premiazioni dei presepi nella Chiesa di San Pietro e nel Duomo di Savona, poiché molti bimbi musulmani hanno contribuito alla creazione dei presepi nelle scuole, avvalorando la tesi che bisogna rispettare le tradizioni di tutte le culture e religioni. Partecipa da alcuni anni ai progetti del vescovo Vittorio Lupi e del suo successore, Calogero Marino, della diocesi di Savona, quali il "Grano della fraternità" che unisce Savona e Betlemme, oltre che bambini e famiglie di varie comunità.
Nel febbraio 2009, collaborando con la sezione di Savona e Imperia dell'Associazione nazionale ex deportati politici nei campi nazisti, si è recato con alunni di varie scuole a visitare i campi di sterminio di Auschwitz e Birkenau per dimostrare pubblicamente che i musulmani non credono di per sé nel negazionismo; è primo dirigente dell'UCOII a compiere questa visita nei lager nazisti. Il fatto è stato ripreso anche da agenzie di altri paesi europei.
Nel 2011 ha collaborato con il giornale virtuale L'Indro con articoli di politica internazionale.
Dal 2016 collabora attivamente con HWPL, http://hwpl.kr/, un’organizzazione internazionale per la pace, affiliata all’ONU. In tale ambito, partecipa al Progetto WARP, http://hwpl.kr/en/initiative/allianceOfReligions Archiviato il 7 agosto 2019 in Internet Archive. tramite conferenze su skype e workshop (in Corea del Sud, Portogallo, Romania) per promuovere la pace tra popoli e religioni. Come rappresentante di HWPL, ha scritto una lettera al Presidente della Repubblica italiana, Sergio Mattarella, contro la vendita di armi.

## Opere

### Libri
- Zahoor Ahmad Zargar, Renata Rusca Zargar, L'Islam possibile in Italia, casa editrice Bastogi, 2005. Il testo risponde agli interrogativi più comuni e scabrosi che la gente si pone nei confronti di una tradizione poco conosciuta quale quella islamica, tra cui: famiglia, jihād, terrorismo, condizione delle donne nelle differenti società islamiche e mutilazioni genitali femminili,  sempre visti alla luce dell'esperienza italiana. Il libro contiene anche una preghiera del Cardinal Tarcisio Bertone[43].
- Zahoor Ahmad Zargar, Renata Rusca Zargar, Storie dell'India casa editrice Progetto Cultura, 2007.  Raccolta di 14 racconti che introducono alle varie culture e religioni dell'India.[44]
- Zahoor Ahmad Zargar, Renata Rusca Zargar, Paura dell'Islam, casa editrice Caravaggio, 2008[45]. Il saggio è diviso in tre parti: Una paura che viene da lontano, traccia la storia della nascita dell'Islam, del suo impero e delle lotte con i paesi europei; Una paura che viene dal presente, esamina le varie problematiche attuali;  La diversità come colpa e inferiorità, sintetizza i principali punti della fede islamica[46].
- Zahoor Ahmad Zargar, Renata Rusca Zargar, Lettere da Nazir, ebook, Società_editrice_Dante_Alighieri, 2012.  Romanzo epistolare che ha per protagonista un ragazzo del Kashmir e una ragazza italiana negli anni 1970.
- Zahoor Ahmad Zargar, Renata Rusca Zargar, Kashmir: dal Paradiso all'Inferno, vol. 1 ebook, Kashmir: dal Paradiso all'Inferno, vol. 2 ebook, Società_editrice_Dante_Alighieri, 2013. Saggio che comprende storia, geografia, religione, curiosità, abitudini, tradizioni, del paese aspramente conteso tra India e Pakistan. [47]
- Zahoor Ahmad Zargar, Renata Rusca Zargar, Rinnegare l'Isis? Casa Editrice Caravaggio, 2016, ebook,[48] con una recensione di Luigi De Salvia, segretario generale di “Religioni per la Pace” Italia[49], e un contributo di Maria Bolla, presidente dell’ANED (Associazione ex Deportati nei campi di sterminio nazisti) della provincia di Savona e Imperia.
- Zahoor Ahmad Zargar Ultima ora, Amazon books, luglio 2020.  Raccolta di racconti con poesie che trattano le meraviglie e le problematiche dell'Oriente. Prefazione di Samina Zargar.
- Zahoor Ahmad Zargar, Renata Rusca Zargar, Le mie lettere nel tuo ricordo sono diventate racconti, Amazon books, ottobre 2020.  Dialogo tra Occidente e  Oriente attraverso due personaggi che si confrontano nella quotidianità.

### Articoli
- Zahoor Ahmad Zargar, Zargar: Chi è terrorista non ha niente a che vedere con l'Islam, Il Letimbro, Vita Ecclesiale, , gennaio 2004
- Zahoor Ahmad Zargar, Il Profeta Maometto sapeva perdonare, Madre, , aprile 2006
- Zahoor Ahmad Zargar, La strada del dialogo per un futuro di pace, Madre, settembre 2006
- Zahoor Ahmad Zargar, L'ISLAM POSSIBILE IN ITALIA
- Integrazione, scrittura e volontariato, La Repubblica,  7 novembre 2010